# Włodzimierz Zientarski
Włodzimierz Zientarski (ur. 8 listopada 1942 w Warszawie) – polski dziennikarz prasowy, radiowy i telewizyjny oraz prezenter zajmujący się głównie motoryzacją i sportem, pisarz, lektor i aktor filmowy, dubbingowy i telewizyjny, redaktor naczelny czasopisma „Auto Moto Sport”.
Ojciec dziennikarzy Macieja Zientarskiego i Joanny Zientarskiej.

## Życiorys
Urodził się w rodzinie pochodzącej z Ożarowa Mazowieckiego. Jest absolwentem Wydziału Prawa (1965) i Studium Dziennikarskiego (1967) Uniwersytetu Warszawskiego. W 1985 roku został laureatem nagrody Wiktora 1985. W 1981 roku, podczas stanu wojennego, był członkiem komisji weryfikującej dziennikarzy Studia 2 – co jest krytykowane – ale odżegnuje się od współpracy z ówczesnym aparatem bezpieczeństwa.
Włodzimierz Zientarski jest autorem wielu programów telewizyjnych, między innymi Jarmarku, Auto Moto Fanklubu, 4x4, AutoŚwiat TV, Pasjonatów. Współprowadzi (z Joanną Zientarską i Kubą Olszewskim) program Odjechani w Antyradiu. Gościnnie występował w programie V Max (którego gospodarzem jest jego syn Maciej), pisze również felietony publikowane w serwisie internetowym tego programu. W latach 2007–2015 był prowadzącym studio Formuły 1 w Polsat Sport.
Od 27 stycznia 2024 współprowadzi wraz z Krzysztofem Szewczykiem i Wojciechem Pijanowskim program Świnki Trzy nadawany na antenie Radia Pogoda. W programie tym jego gospodarze rozmawiają na jeden ustalony wcześniej temat. Odpowiadają także na spostrzeżenia i pytania z nim związane, zadawane drogą telefoniczną oraz za pośrednictwem mediów społecznościowych.

## Prasa
Redaktor naczelny czasopisma „Auto Moto Sport”.

## Filmografia

### Programy telewizyjne
- Jarmark – program autorski
- Auto Moto Fanklub – program autorski
- 4x4 – program autorski
- AutoŚwiat TV – program autorski
- V Max – gościnnie w programach
- Pasjonaci – współprowadzący program
- Reklama Toyoty

### Programy radiowe
- Odjechani w Antyradiu – współprowadzący (najpierw z Joanną Zientarską, następnie z Dominiką Sygiet, obecnie z Kubą Olszewskim i ponownie Joanną Zientarską)
- Świnki Trzy w Radiu Pogoda – współprowadzący z Krzysztofem Szewczykiem i Wojciechem Pijanowskim[5]

### Filmy pełnometrażowe
- 1999: Badziewiakowie – obsada aktorska, jako redaktor

### Polski dubbing
- 2005: Garbi: Super bryka – komentator
- 2006: Auta – Bob Kordek
- 2010: F1 2010 – dziennikarz przeprowadzający wywiady w grze
- 2011: Auta 2 – Darell Cartrip
- 2017: Auta 3 – Darell Cartrip

### Nagrody telewizyjne
- 1985: Laureat Wiktora